# 2018 a kriminalisztikában
Ez a lap 2018 jelentősebb bűnügyeit és pereit, illetve azokkal kapcsolatos információkat sorol fel.

## Események
- február 21. – Szlovákia: a Nagyszombati kerület Galántai járásában lévő Nagymácsédon (Veľká Mača) megölték Ján Kuciak oknyomozó újságírót és a menyasszonyát, Martina Kušnírovát.
- május 18. – Magyarország: a Veszprém megyei Sóly külterületén egy 16 éves hajmáskéri fiú, Farkas Ferenc meggyilkolta a 8 éves Horváth Adriennt.

- június 28. – USA, Maryland: Egy fegyveres tüzet nyitott az annapolisi Capital Gazette szerkesztőségének munkatársaira. A támadásban öten meghaltak és többen súlyosan megsebesültek. A rendőrség őrizetbe vette a támadót, Jarod Ramost, aki korábban beperelte a lapot, mert az a rágalmazási ügyéről írt.[1][2]

- szeptember 7. – Azonosították a 2013. szeptember 25-én, kocogás közben megölt soroksári családanya, Kardosné Gyurik Krisztina gyilkosát, a más ügy miatt jogerős szabadságvesztését töltő 40 éves Rakovec Szilvesztert.

- december 5. – Magyarország: elfogtak egy fiatalkorú kábítószer-kereskedőt és társaikat, a tárgyalások az ügyben még folynak.[3]

- december 16. – Dzsibuti: elfogták Peter Cherif több éve körözött dzsihádistát, akit 2015-ben kapcsolatba hoztak a Charlie Hebdo-ban elkövetett terrortámadás gyanúsítottjaival. Cherifet korábban börtönbüntetésre ítélték, de megszökött.[4]
- december 17. – Marokkó: Holtan találtak egy norvég és egy dán túrázó nőt az Atlasz hegységben, Imliltől nem messze.[5]
- december 25. – Kolumbia: egy buszpályaudvaron elfogták a 18 éves venezuelai Randy José Vargas Fernándezt, akit 15 rendbeli gyilkossággal vádolnak, valamint azzal, hogy vezetője volt egy emberrablással foglalkozó bandának.[6]
- december 26. – Oroszország: kémkedésért és katonai eszközök csempészetéért 8 év fegyházra ítélték az ukrán Igor Kijasko jogászt.[7]
- december 27. – Több mint 70 millió forintos sikkasztás gyanújával letartóztatták Dr. G. Gábor szegedi ingatlanjoggal foglalkozó ügyvédet.[8]
- december 28. – Egyiptom: Pokolgépes merénylet a gízai piramisok közelében egy vietnami turistákat szállító busz ellen, négyen meghaltak.[9] Egy nappal később az egyiptomi biztonsági erők megöltek 40 feltételezett terroristát.[10]
- december 29. – Marokkó: Letartóztattak egy svájci állampolgárt a december 17-en, az Atlasz hegyságben holtan talált két túrázó halála ügyében. A hatóságok szerint az eset a terrorizmussal is összefügghet.[11]
- december 30.

- - Kína: A hatóságok őrizetbe vették Ho Csienkuj orvost, aki novemberben azt állította, hogy közreműködésével megszülettek a világ első génmódosított csecsemői.[12]
  - USA: Kibertámadás ért több amerikai újságot, köztük a The New York Times-t.[13]